# مارتن رالف
مارتن رالف (بالإنجليزية: Martin Ralph)‏ هو راكب الكنو أسترالي، ولد في 18 يناير 1960.

## وصلات خارجية
- مارتن رالف على موقع أوليمبيديا (الإنجليزية)
- مارتن رالف على موقع اللجنة الأولمبية الأسترالية (الإنجليزية)